# МонстърВърс
МонстърВърс (на английски: Monsterverse) e американски мултимедиен франчайз и споделена измислена вселена, включваща Годзила, Кинг Конг и други герои-чудовища, създадени от Тохо. Франчайзът е продуциран от Леджендъри Пикчърс в сътрудничество с Уорнър Брос Пикчърс, компанията, която е и разпространител на филмите от поредицата. Франчайзът, състоящ се от пет филма и два телевизионни сериала, получава положителни отзиви и има търговски успех, като приходите му възлизат на 1,950 милиарда долара.

## Разработване
Сценаристът Макс Борънстийн заявява, че МонстърВърс не започва като франчайз, а като американско рестартиране на Годзила. Борънстийн признава основателя и тогавашен главен изпълнителен директор на Леджендъри Ентъртейнмънт Томас Тъл като отговорен за МонстърВърс, който придобива правата върху Годзила и договаря сложните права върху Кинг Конг. Тъл предлага на Борънстийн възможността да напише първата чернова за Конг: Островът на черепа, с цел да установи Конг в същата вселена като филма Годзила на Леджендъри. Визията на Тул е филмите един ден да доведат до Годзила срещу Конг.
Леджендъри потвърждава по време на Сан Диего Комик-Кон през юли 2014 г., че лицензионните права върху Мотра, Родан и Кинг Гидора са придобити от Тохо и разкрива концептуални кадри със заключителни заглавия, които гласят „Конфликтът: неизбежен. Нека се бият“. През септември 2015 г. Леджендъри обявява, че филмът Конг: Островът на черепа няма се разработва с Юнивърсъл Студиос. Вместо това ще се разработва с Уорнър Брос, което предизвика медийни спекулации, че Годзила и Конг ще се появят заедно във филм.
През октомври 2015 г. Леджендъри разкрива плановете си да обедини Годзила и Конг във филм, озаглавен Годзила срещу Конг, с насрочена премиера през 2020 г. Компанията планира да създаде споделен кинематографичен франчайз, който да „обединява Годзила и Кинг Конг на Леджендъри и други гигантски супер-видове, класически и нови“. По-късно през октомври е обявено, че Конг: Островът на черепа съдържа препратки към „Монарха“ (тайна правителствена агенция, дебютирала през 2014 г. във филма Годзила).
През май 2016 г. Уорнър Брос обявява, че премиерата на Годзила срещу Конг е насрочена за 29 май 2020 г., по-късно отложена за 21 май 2021 г. и че издаването на Годзила: Кралят на чудовищата е изместена от първоначалната си премиерна на 8 юни 2018 г. до 22 март 2019 г., но по-късно филмът отново е отложен за 31 май 2019 г. През октомври 2016 г. Леджендъри обявя, че Годзила: Кралят на чудовищата е заснет в съоръжението Ориентъл Муви Метрополис на компанията-майка Уанда в Кингдао, Китай, заедно с Огненият пръстен: Революция. През същия месец е разкрито, че Леджендъри планира стая за сценаристи, за да създадат своята кинематографична вселена Годзила-Конг, като Алекс Гарсия наблюдава проекта за компанията.
През януари 2017 г. Томас Тъл, основател на Леджендъри, подава оставка от компанията, но остава като продуцент на поредицата Годзила-Конг, която е именувана на МонстърВърс. През март 2017 г. Леджендъри прави стая за сценаристите, ръководена от Тери Росио, за да разработят историята за Годзила срещу Конг.
Лицензът на Леджендъри върху Годзила изтича през 2020 г. Въпреки това, Тохо обявява през юли 2022 г., че Годзила е включен в продължението на Годзила срещу Конг. През януари 2022 г. Леджендъри обявява плановете си за телевизионен сериал, в центъра на който са Годзила и други чудовища.

## Филми
| Филм                           | Премиера     | Режисьор             | Сценарист(и)                               | История от                                  | Продуцент(и)                                                                  |
| ------------------------------ | ------------ | -------------------- | ------------------------------------------ | ------------------------------------------- | ----------------------------------------------------------------------------- |
| Годзила                        | 16 май 2014  | Гарет Едуардс        | Макс Борънстийн                            | Дейвид Калахам                              | Томас Тъл, Джон Яшни, Мери Перънт и Брайън Роджърс                            |
| Конг: Островът на черепа       | 10 март 2017 | Джордан Вогт-Робъртс | Дан Гилрой, Макс Борънстийн и Дерек Конъли | Джон Гатинс                                 | Томас Тъл, Мери Перънт, Джон Яшни и Алекс Гарсия                              |
| Годзила: Кралят на чудовищата  | 31 май 2019  | Майкъл Дохърти       | Майкъл Дохърти и Зак Шилдс                 | Макс Борънстийн, Майкъл Дохърти и Зак Шилдс | Томас Тъл, Джон Яшни, Мери Перънт, Алекс Гарсия и Браян Роджърс               |
| Годзила срещу Конг             | 31 март 2021 | Адам Уингард         | Ерик Пиърсън и Макс Борънстийн             | Тери Росио, Майкъл Дохърти и Зак Шилдс      | Томас Тъл, Джон Яшни, Браян Роджърс, Мери Перънт, Алекс Гарсия и Ерик Маклиъд |
| Годзила и Конг: Новата империя | 15 март 2024 | Адам Уингард         | Тери Росио, Саймън Барет и Джеръми Слейтър | Тери Росио, Адам Уингард и Саймън Барет     | Томас Тъл, Джон Яшни, Браян Роджърс, Мери Перънт, Алекс Гарсия и Ерик Маклиъд |